# Kreis Düren (1816–1971)
Der Kreis Düren war von 1816 bis 1971 ein Landkreis im damaligen Regierungsbezirk Aachen. Die Kreisstadt war Düren.
Der Kreis gehörte zunächst zur preußischen Rheinprovinz. Im Laufe des 19. Jahrhunderts entwickelte er sich zu einer wirtschaftsstarken Region mit den Branchen Papier, Tuch und Metallverarbeitung, die von Unternehmerfamilien wie Schoeller und Hoesch geprägt wurden. Auch der Anschluss an die Eisenbahn trug zum Aufschwung bei. Das Leopold-Hoesch-Museum und das Stadttheater Düren entstanden als kulturelle Einrichtungen. Das Kreisgebiet änderte sich durch politische Entscheidungen mehrfach. Im Zweiten Weltkrieg gab es vor allem in der völlig zerstörten Stadt Düren massive Schäden.
Nach dem Krieg kam der Kreis Düren 1946 zu Nordrhein-Westfalen. Politisch war der Kreis Düren schon früh konservativ geprägt. In der Nachkriegszeit stellte die CDU jeweils die Mehrheit im Kreistag und alle Landräte. Durch eine Kommunalreform wurde der bisherige Kreis Ende 1971 aufgelöst und mit dem damaligen Kreis Jülich zum heutigen Kreis Düren verbunden.

## Geographie
Der damalige Kreis Düren lag wie das heutige Kreisgebiet im westlichen Rheinland zwischen den Großstädten Aachen und Köln, nördlich der Eifel und wurde von der Rur durchflossen. Der Umfang des Kreisgebiets änderte sich im Laufe der Geschichte mehrmals.

## Geschichte

### Vor der Kreisgründung
Die ersten bekannten Spuren von Menschen im Gebiet des Kreises Düren wurden in einer jungsteinzeitlichen Siedlung bei Arnoldsweiler gefunden. Im Römischen Reich trafen die Römer hier auf die Kelten. Die Römerstraße Trier–Neuss durchzog das Gebiet ungefähr auf der Strecke der heutigen B 477. Dann folgten die Franken. Die Stadt Düren wurde im 8. Jahrhundert erstmals erwähnt. Sie wurde bedeutend, weil Karl der Große sie als Pfalz nutzte und die als Krönungsstraße bekannte Aachen-Frankfurter Heerstraße dort verlief.
Mitte des 13. Jahrhunderts kam Düren unter den Einfluss der Grafen und Herzöge von Jülich. Daraus entstand im 16. Jahrhundert der Zusammenschluss Jülich-Kleve-Berg. Mit dem Annahaupt begann Dürens Tradition als Wallfahrtsort und Stadt der Märkte. In den 1540er Jahren brannten Düren und Jülich nach der Machtübernahme Kaiser Karls V. nieder. Der Einmarsch der Spanischen Niederlande, der Dreißigjährige Krieg und die Pest sorgten für weitere Katastrophen.
Nach der Französischen Revolution entstand Ende des 18. Jahrhunderts der Kanton Düren im Arrondissement d’Aix-la-Chapelle des Départements de la Roer. In dieser Zeit wurde die Zitadelle Jülich als Festungsanlage um den Brückenkopf erweitert.

### 19. Jahrhundert
Der erste Kreis Düren entstand 1816 in Preußen. Die Regierung zu Aachen erließ am 24. April eine Verordnung, wonach die ehemaligen französischen Kantone Düren und Froitzheim sowie Teile der benachbarte Kantone Eschweiler, Linnich, Monschau und Kerpen zum Kreis Düren im Regierungsbezirk Aachen wurden. Aus dem Kanton Düren wurde alle Gemeinden außer Daubenrath und Krauthausen übernommen, aus dem Kanton Froitzheim alles außer Blens. Aus dem Kanton Eschweiler erhielt der Kreis Düren die Bürgermeistereien Lamersdorf, Langerwehe, Nothberg und Weisweiler. Aus dem Kanton Linnich kamen Gut Müllenark und Schophoven hinzu, aus dem Kanton Monschau die Gemeinde Hetzingen mit Brück und Zerkall sowie aus dem Kanton Kerpen die Gemeinden Oberbolheim und Rath. Der Kreis war zunächst in 27 Bürgermeistereien gegliedert.
Im weiteren Verlauf des 19. Jahrhunderts wurden die Bürgermeistereien Bergstein und Straß zur Bürgermeisterei Straß-Bergstein fusioniert und die Bürgermeisterei Ollesheim in die Bürgermeisterei Nörvenich eingegliedert.
Mit der Einführung der Gemeindeordnung für die Rheinprovinz von 1845 wurden die meisten Bürgermeistereien des Kreises in mehrere Gemeinden untergliedert. Düren erhielt 1856 die Rheinische Städteordnung. Im Kreis Düren bestanden seitdem auf einer Fläche von 563 km² 25 Bürgermeistereien mit insgesamt 89 Gemeinden. Dabei hatten die Stadt Düren sowie die amtsfreien Gemeinden Langerwehe und Weisweiler eine Sonderstellung.
| Bürgermeistereien und Gemeinden des Kreises Düren im Jahr 1885 | Bürgermeistereien und Gemeinden des Kreises Düren im Jahr 1885                                   |
| Bürgermeisterei                                                | Gemeinden                                                                                        |
| -------------------------------------------------------------- | ------------------------------------------------------------------------------------------------ |
| Arnoldsweiler                                                  | Arnoldsweiler, Ellen, Morschenich                                                                |
| Binsfeld                                                       | Binsfeld, Eggersheim, Frauwüllesheim, Irresheim                                                  |
| Birgel                                                         | Berzbuir-Kufferath, Birgel, Gürzenich, Lendersdorf-Krauthausen, Rölsdorf                         |
| Birkesdorf                                                     | Birkesdorf, Huchem-Stammeln, Selhausen                                                           |
| Bürvenich                                                      | Bürvenich, Embken                                                                                |
| Drove                                                          | Boich-Leversbach, Drove, Jakobwüllesheim, Soller, Thum, Üdingen                                  |
| Düren                                                          | Düren (Stadt)                                                                                    |
| Echtz                                                          | Echtz, Geich bei Echtz, Merode, Schlich                                                          |
| Froitzheim                                                     | Frangenheim, Froitzheim, Ginnick, Kettenheim, Vettweiß                                           |
| Füssenich                                                      | Füssenich, Geich bei Füssenich, Juntersdorf                                                      |
| Kelz                                                           | Gladbach, Kelz, Lüxheim                                                                          |
| Lamersdorf                                                     | Frenz, Lamersdorf                                                                                |
| Langerwehe                                                     | Langerwehe                                                                                       |
| Merken                                                         | Derichsweiler, Mariaweiler-Hoven, Merken                                                         |
| Merzenich                                                      | Girbelsrath, Golzheim, Merzenich                                                                 |
| Nideggen                                                       | Abenden, Brück-Hetzingen, Nideggen, Obermaubach-Schlagstein                                      |
| Niederzier                                                     | Niederzier, Oberzier                                                                             |
| Nörvenich                                                      | Eschweiler über Feld, Hochkirchen, Nörvenich, Oberbolheim, Poll, Rath bei Nörvenich, Wissersheim |
| Nothberg                                                       | Hastenrath, Nothberg, Wenau                                                                      |
| Pier                                                           | Jüngersdorf, Luchem, Lucherberg, Pier, Schophoven                                                |
| Sievernich                                                     | Disternich, Müddersheim, Sievernich                                                              |
| Stockheim                                                      | Bogheim, Kreuzau, Niederau, Stockheim, Winden                                                    |
| Straß-Bergstein                                                | Bergstein, Brandenberg, Gey, Großhau, Hürtgen, Kleinhau, Straß, Untermaubach                     |
| Weisweiler                                                     | Weisweiler                                                                                       |
| Wollersheim                                                    | Berg-Thuir, Pissenheim (1919 in Muldenau umbenannt), Wollersheim                                 |

### 1900 bis 1937
Im Ersten Weltkrieg spielten die Eisenbahnlinien sowie die Zeppeline, die von der Luftschiffhalle Düren abhoben, strategisch wichtige Rolle.
Wie in der gesamten Rheinprovinz wurden ab 1927 die Bürgermeistereien des Kreises als Ämter bezeichnet. In den 1930er Jahren ergaben sich durch verschiedene Erlasse und Anordnungen weitere Änderungen im Landkreis Düren.
- Am 1. Januar 1932 wurden die Gemeinden Hastenrath und Nothberg in die Stadt Eschweiler im Landkreis Aachen eingemeindet und Wenau kam wie Weisweiler zum neuen Amt Langerwehe.[2]
- Am 15. September desselben Jahres folgte ein Erlass des preußischen Innenministers, durch den einige Ämter aufgelöst und die dazugehörigen Gemeinden neu zugeordnet wurden. Boich-Leversbach, Drove, Üdingen und Thum kamen zum Amt Stockheim, das fünf Tage später in Amt Kreuzau umbenannt wurde. Aus Froitzheim, Füssenich, Jakobwüllesheim, Kelz, Sievernich und Soller entstand das neue Amt Vettweiß. Bürvenich, Juntersdorf und Wollersheim wurden zum Amt Wollersheim, das 1937 zum Amt Nideggen eingegliedert wurde.[2]
- Am 12. April 1935 gab es durch eine Verfügung des Aachener Regierungspräsidenten weitere Neuordnungen. Aus Jüngersdorf, Langerwehe, Wenau und Weisweiler wurde das neue Amt Langerwehe. Aus den Gemeinden Lamersdorf und Pier entstand das Amt Lucherberg und die Gemeinden der bisherigen Ämter Binsfeld und Nörvenich wurden vereinigt.[2]
- Am 8. März 1936 wurden durch eine Verfügung von gleicher Stelle die bisherigen Ämter Arnoldsweiler und Merzenich zu einem neuen Amt Merzenich.[2]
- Am 1. April 1937 kamen durch einen Erlass des Oberpräsidenten der Rheinprovinz die Gemeinden Rölsdorf, Gürzenich und Lendersdorf-Krauthausen vom Amt Birgel zur Stadt Düren, die ihrerseits Teile an die Gemeinde Derichsweiler verlor.[2]

### Zweiter Weltkrieg

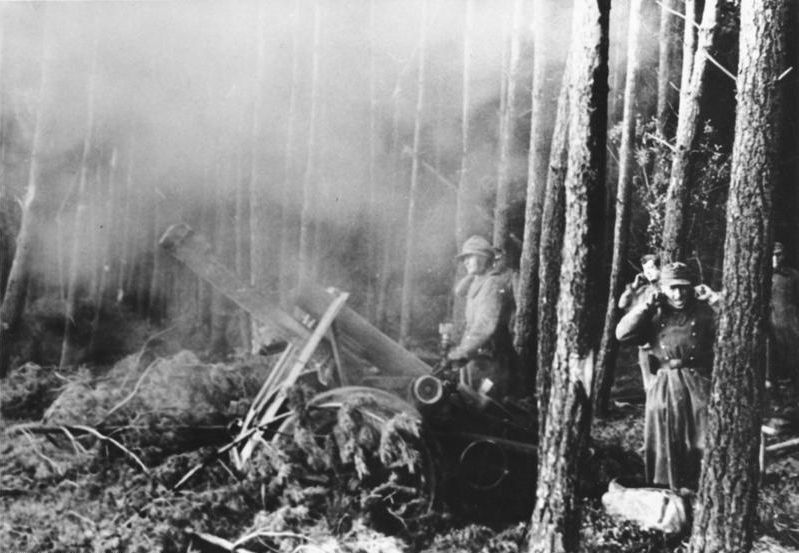
Soldaten bei der Schlacht im Hürtgenwald

Im Zweiten Weltkrieg gab es auch im Kreis Düren massive Schäden. Die Schlacht im Hürtgenwald, vor allem die Allerseelenschlacht, war eine der heftigsten Auseinandersetzungen zwischen den Alliierten und der deutschen Wehrmacht. Düren gehörte damals wie die benachbarte Kreisstadt Jülich zu den am stärksten betroffenen Städten Deutschlands, weil die Alliierten dort die Rurfront als Teil der deutschen Westfront durchbrachen. Bei britisch-amerikanischen Luftangriffen am 16. November 1944 im Rahmen der Operation Queen wurden die beiden Städte fast vollständig zerstört. Schon zuvor hatte es mehrere Luftangriffe auf Düren gegeben.

### Nach 1945

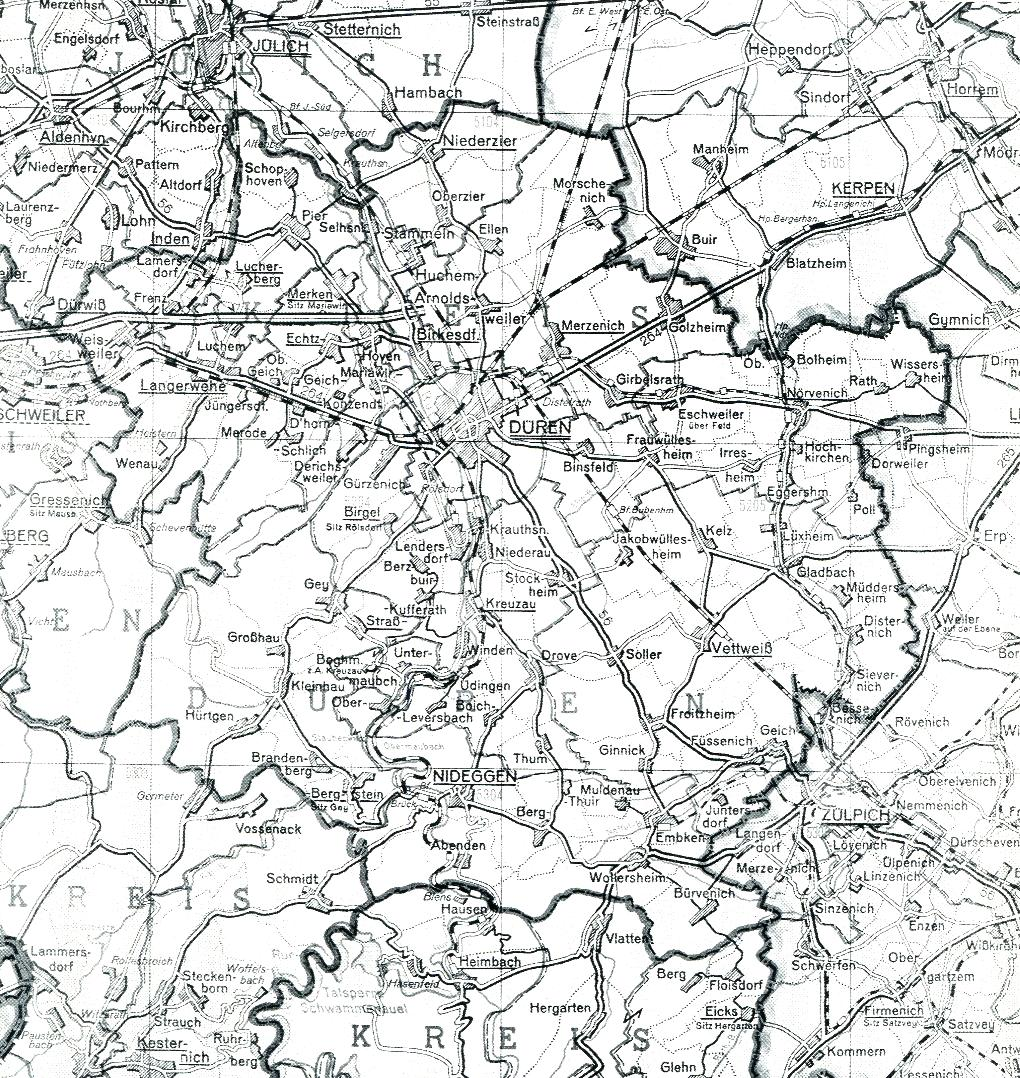
Der Kreis Düren in den Grenzen von 1968

Bis zum Beginn der nordrhein-westfälischen Gebietsreformen war der Kreis Düren in die Stadt Düren sowie zwölf Ämter mit insgesamt 82 Gemeinden gegliedert.
| Gemeinden des Kreises Düren im Jahr 1968 | Gemeinden des Kreises Düren im Jahr 1968 |
| Amt                                      | Gemeinden |
| ---------------------------------------- | --- |
| amtsfrei                                 | Düren (Stadt) |
| Birgel                                   | Berzbuir-Kufferath, Birgel, Gürzenich, Lendersdorf-Krauthausen                                                                                      |
| Birkesdorf                               | Birkesdorf, Huchem-Stammeln, Selhausen |
| Echtz                                    | Echtz-Konzendorf, Geich-Obergeich, Merode, Schlich-D’horn                                                                                           |
| Kreuzau                                  | Bogheim, Boich-Leversbach, Drove, Kreuzau, Niederau, Stockheim, Thum, Üdingen, Winden                                                               |
| Langerwehe                               | Jüngersdorf, Langerwehe, Weisweiler, Wenau |
| Lucherberg                               | Frenz, Lamersdorf, Luchem, Lucherberg, Pier, Schophoven                                                                                             |
| Merken                                   | Derichsweiler, Mariaweiler-Hoven, Merken |
| Merzenich                                | Arnoldsweiler, Ellen, Girbelsrath, Golzheim, Merzenich, Morschenich                                                                                 |
| Nideggen                                 | Abenden, Berg-Thuir, Bürvenich, Embken, Muldenau, Nideggen, Obermaubach-Schlagstein, Wollersheim                                                    |
| Niederzier                               | Niederzier, Oberzier |
| Nörvenich                                | Binsfeld, Eggersheim, Eschweiler über Feld, Frauwüllesheim, Hochkirchen, Irresheim, Nörvenich, Oberbolheim, Poll, Rath bei Nörvenich, Wissersheim   |
| Straß-Bergstein                          | Bergstein, Brandenberg, Gey, Großhau, Hürtgen, Kleinhau, Straß, Untermaubach                                                                        |
| Vettweiß                                 | Disternich, Froitzheim, Füssenich, Geich, Ginnick, Gladbach, Jakobwüllesheim, Juntersdorf, Kelz, Lüxheim, Müddersheim, Sievernich, Soller, Vettweiß |

Am 1. Januar 1969 wurden die Gemeinden des Amtes Nörvenich bis auf die Gemeinde Wissersheim zur neuen, größeren Gemeinde Nörvenich zusammengeschlossen.
Am 1. Juli 1969 trat das Gesetz zur Neugliederung von Gemeinden des Landkreises Düren in Kraft (Details im dortigen Artikel). Gleichzeitig schied die Gemeinde Wissersheim durch das Gesetz zur Neugliederung des Landkreises Euskirchen aus dem Kreis Düren aus und wurde in die Stadt Erftstadt im Kreis Euskirchen eingegliedert. Das Amt Nörvenich wurde aufgelöst. Am 1. Oktober 1969 wurde aus dem Landkreis der Kreis Düren, der bis zu seiner Auflösung noch aus 43 Gemeinden bestand.
Am 1. Januar 1972 trat das Aachen-Gesetz in Kraft. Damit wurde der bisherige Kreis Düren aufgelöst. Er wurde mit dem Kreis Jülich zum neuen Kreis Düren vereinigt.

### Einwohnerentwicklung
Der Kreis Düren hatte bei seiner Gründung im Jahr 1816 rund 37.000 Einwohner. Die Zahl blieb im Laufe des 19. Jahrhunderts fünfstellig, stieg aber im Zuge der Industrialisierung auf mehr als 90.000 im Jahr 1900. Zu Beginn des Zweiten Weltkriegs waren es knapp 120.000 Einwohner. Während des Krieges sank die Einwohnerzahl angesichts der Kriegstoten, der geflüchteten Menschen und der kompletten Zerstörung der Stadt Düren deutlich. Fünf Jahre nach Kriegsende war die Zahl im Jahr 1950 aber fast wieder gleich. Danach stieg sie weiter und bei seiner Auflösung 1971 hatte der damalige Kreis Düren 162.400 Einwohner.

## Kultur und Sehenswürdigkeiten

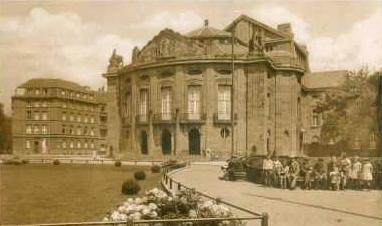
Stadttheater Düren

### Bauwerke
Zu den Sehenswürdigkeiten im Kreis Düren gehörten damals bereits die Burgen und ehemaligen Adelssitze wie die Burg Nideggen und das Schloss Burgau. Als bekannte kulturelle Einrichtungen entstanden Anfang des 20. Jahrhunderts das Leopold-Hoesch-Museum und direkt gegenüber das im Krieg zerstörte Stadttheater Düren. Weitere markante Bauwerke waren die verschiedenen Wassertürme im Kreis Düren.

### Gotteshäuser
Viele Gotteshäuser im Kreis Düren wurden durch den Luftangriff 1944 zerstört und einige von ihnen durch Neubauten ersetzt. Die Annakirche war bis 1944 und dem folgenden Neubau eine im gotischen Stil gebaute Kirche. Aus dem Franziskanerkloster ging 1831 die Marienkirche als zweites katholisches Gotteshaus in Düren hervor. Für die evangelischen Christen gab es die Lutherkirche und die Auferstehungskirche. Von den zahlreichen Synagogen im Kreis Düren blieb nach der Zerstörung durch die Nationalsozialisten nichts mehr übrig.

### Veranstaltungen
Als Düren durch das Annahaupt zum Wallfahrtsort wurde, entwickelte sich durch die Pilgerbewegungen diverse Märkte und schließlich auch die Annakirmes als großes Volksfest. Eine weitere traditionsreiche Veranstaltung im Kreis ist der Andreasmarkt in Linnich.

## Wirtschaft und Infrastruktur
Der Kreis Düren hat eine lange Tradition in der Papierindustrie und bei Tuchmachern. Im 19. Jahrhundert gab es bereits zahlreiche Unternehmen in diesen Branchen. Dabei wurde die Wirtschaft von mehreren Unternehmerfamilien geprägt. Die Familie Schoeller war bei Papier und Tüchern aktiv. Die Familie Hoesch brachte mit ihren Eisenhütten die Metallverarbeitung voran. Ende des 19. Jahrhunderts entstanden die Dürener Metallwerke und wenig später die Glashütte Peill & Putzler. Ebenfalls in dieser Zeit wurden die Zuckerfabriken in Düren und in Jülich gegründet.
Um 1900 galt Düren mit 50 Millionären als eine der wohlhabendsten Städte Deutschlands. Die Unternehmer förderten auch Einrichtungen wie das Leopold-Hoesch-Museum und das Schenkel-Schoeller-Stift.

### Verkehr

#### Schiene

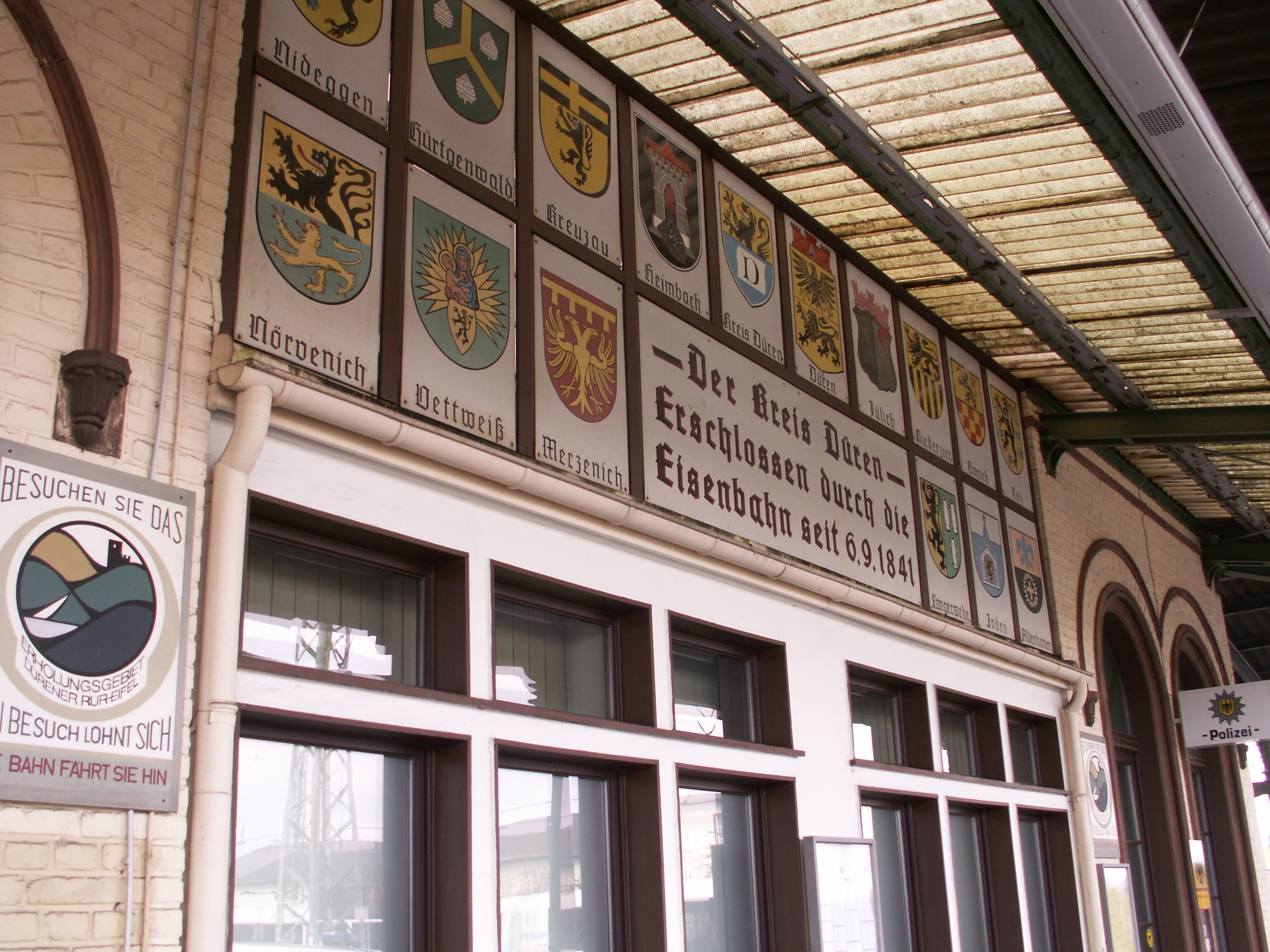
Gedenktafel am Dürener Bahnhof

Mit dem Bahnhof Düren erhielt der Kreis 1841 einen Anschluss an die Bahnstrecke Köln–Aachen, der auch zum Ausbau der Industrie genutzt wurde.
Die Dürener Eisenbahn AG und die Dürener Kreisbahn betrieben seit 1893 bzw. 1908 mehrere Bahnstrecken im Kreis Düren. Ein großer Teil des Schienenverkehrs kam durch den Zweiten Weltkrieg zum Erliegen. Mehrere Strecken wie Düren–Heimbach und Jülich–Düren wurden später reaktiviert und gehören mittlerweile zum Schienennetz der Rurtalbahn GmbH. Auch die 1864 vor allem für den Güterverkehr eingeweihte Bördebahn ist heute wieder aktiv.

#### Straße
Die Dürener Kreisbahn betrieb neben den genannten Eisenbahnstrecken auch Straßenbahnen in Düren und den umliegenden Gemeinden. 1939 begann der Aufbau der Buslinien.
Einige Dürener Straßen wie die Kölner Landstraße und die Aachener Straße haben eine lange Tradition.

## Politik

### Kreistag
Die Kreisordnung für die Rheinprovinz und Westfalen, die am 13. Juli 1827 in Kraft trat, ermöglichte die Bildung des ersten Kreistages im Kreis Düren. Damals hatten die Politiker im Kreistag nur geringen Einfluss. Sie waren bei der Umlage und Abgaben beratend tätig, prüften die Rechnungen und wählten die Verwaltungsbeamten. 1849 wurde ein Dreiklassenwahlrecht eingeführt. Durch eine neue Kreisordnung vom 30. Mai 1887 wurde neben dem Landrat und dem Kreistag ein Kreisausschuss geschaffen. Dieser führte die Beschlüsse des Kreistags um. In der Weimarer Republik dominierte die Deutsche Zentrumspartei die Politik im katholisch und konservativ geprägten Kreis Düren. Diese Partei gewann in Düren und Jülich auch noch die Reichstagswahl März 1933. In der Zeit des Nationalsozialismus wurden die Vertretungskörperschaften schließlich entmachtet.
Der erste Kreistag nach dem Ende des Zweiten Weltkriegs wurde 1946 gewählt. Danach fanden bis zur Auflösung des Kreises fünf weitere Wahlen in unregelmäßigen Abständen statt. Bei allen Wahlen seit 1946 wurde die CDU die stärkste Partei und setzte damit die konservative Tradition im Kreis fort. Meistens erzielte sie dabei die absolute Mehrheit der Stimmen; nur bei den Wahlen 1948 und 1952 lag sie wenige Prozentpunkte darunter. Die SPD war jeweils die zweitstärkste Partei. 1952 kam erstmals die FDP in den Kreistag. Die Zentrumspartei erzielte in den 1950er Jahren ebenso einstellige Ergebnisse wie die KPD bei den ersten drei Wahlen im Kreis Düren. Einmal vertreten war 1948 die Rheinische Volkspartei.
| Ergebnisse der Wahlen zum Dürener Kreistag 1946 bis 1971                     | Ergebnisse der Wahlen zum Dürener Kreistag 1946 bis 1971 | Ergebnisse der Wahlen zum Dürener Kreistag 1946 bis 1971 | Ergebnisse der Wahlen zum Dürener Kreistag 1946 bis 1971 | Ergebnisse der Wahlen zum Dürener Kreistag 1946 bis 1971 | Ergebnisse der Wahlen zum Dürener Kreistag 1946 bis 1971 | Ergebnisse der Wahlen zum Dürener Kreistag 1946 bis 1971 |
| Jahr                                                                         | CDU                                                      | SPD                                                      | FDP                                                      | DZP                                                      | KPD                                                      | RVP                                                      |
| ---------------------------------------------------------------------------- | -------------------------------------------------------- | -------------------------------------------------------- | -------------------------------------------------------- | -------------------------------------------------------- | -------------------------------------------------------- | -------------------------------------------------------- |
| 1946                                                                         | 63,6 %                                                   | 28,5 %                                                   |                                                          |                                                          | 6,1 %                                                    |                                                          |
| 1948                                                                         | 48,0 %                                                   | 37,1 %                                                   |                                                          |                                                          | 4,9 %                                                    | 9,5 %                                                    |
| 1952                                                                         | 49,3 %                                                   | 34,9 %                                                   | 6,4 %                                                    | 4,98 %                                                   | 3,0 %                                                    |                                                          |
| 1956                                                                         | 50,3 %                                                   | 40,5 %                                                   | 5,1 %                                                    | 3,0 %                                                    |                                                          |                                                          |
| 1961                                                                         | 55,0 %                                                   | 34,7 %                                                   | 10,3 %                                                   |                                                          |                                                          |                                                          |
| 1964                                                                         | 51,7 %                                                   | 40,1 %                                                   | 8,2 %                                                    |                                                          |                                                          |                                                          |
| 1969                                                                         | 54,6 %                                                   | 40,2 %                                                   | 4,9 %                                                    |                                                          |                                                          |                                                          |
| nur Parteien mit mindestens zwei Prozent der Stimmen bei der jeweiligen Wahl |                                                          |                                                          |                                                          |                                                          |                                                          |                                                          |

### Landräte und Oberkreisdirektoren
Die ersten Landräte im Kreis Düren waren zur Zeit der Preußen Freiherrn. Der Landrat unterstand damals der preußischen Regierung und war für allgemeine Verwaltung, die Polizei und das Militär auf Landesebene, die Aufsicht über Kommune, Gewerbe, Arme, das Staatseigentum, die Abgaben und die Finanzen zuständig.
Im Dritten Reich gab es nur einen Amtsinhaber. Nach dem Krieg gehörten alle Landräte der CDU an, die auch die Mehrheit im Kreistag stellte.
| Landräte im Kreis Düren | Landräte im Kreis Düren | Landräte im Kreis Düren                            |
| Amtszeit                | Name                    | Bemerkung                                          |
| ----------------------- | ----------------------- | -------------------------------------------------- |
| 1816–1824               | Gerhard von Lommessem   |                                                    |
| 1825–1837               | August von Ripperda     |                                                    |
| 1837–1841               | Moritz von Egidy        |                                                    |
| 1841–1887               | Emmerich Stürtz         |                                                    |
| 1887–1909               | Maximilian von Breuning |                                                    |
| 1909–1920               | Otto Kesselkaul         |                                                    |
| 1920–1923               | Wilhelm Rombach         |                                                    |
| 1923                    | Franz von Bourscheidt   | kommissarische Verwaltung aus Haus Rath            |
| 1923–1924               | Peter Cremerius         | auftragsweise                                      |
| 1924–1933               | Paul Schaaff            |                                                    |
| 1933–1944               | Theodor Beaucamp        | am 16. November 1944 im Amt gestorben              |
| 1945–1946               | Wilhelm Seeger          |                                                    |
| 1946–1948               | Armin Renker            | CDU                                                |
| 1948–1954               | Josef Hilgers           | CDU                                                |
| 1954–1956               | Wilhelm Anton Cremer    | CDU                                                |
| 1956–1960               | Fritz von Ameln         | CDU                                                |
| 1960–1964               | Anton Germscheid        | CDU                                                |
| 1964–1971               | Johannes Kaptain        | CDU, bis 1989 auch Landrat des neuen Kreises Düren |

| Oberkreisdirektoren im Kreis Düren | Oberkreisdirektoren im Kreis Düren |
| Amtszeit                           | Name                               |
| ---------------------------------- | ---------------------------------- |
| 1946–1949                          | Alfred Grube                       |
| 1949–1952                          | Fritz Kurth                        |
| 1952–1965                          | Eduard Bierhoff                    |
| 1965–1971                          | Elmar Dünschede                    |